# Natalja Poklonskaja
Natalja Vladimirovna Poklonskaja (russisk: Ната́лья Влади́мировна Покло́нская, tr. Natálja Vladímirovna Poklónskaja; født 18. marts 1980 i Perevalsk, Ukrainske SSR,
Sovjetunionen) er suppleant til den russiske Statsduma (2016), og tidligere statsanklager i Republikken Krim (2014 - 2016).
Natalja Poklonskaja gjorde tjeneste ved rigsanklagerembedet i Kyiv i Ukraine, men indgav sin afskedsbegæring i februar 2014 som en protest mod Euromajdan. Ansøgningen blev ikke godkendt. I stedet blev hun den 11. marts 2014 - samme dag som Republikken Krim erklærede sig uafhængig af Ukraine - udnævnt til Republikken Krims rigsanklager. Da Krim senere på måneden var blevet optaget som en republik i Føderationen Rusland, blev hun atter, den 27. marts 2014, udpeget som rigsanklager i Krim, denne gang underlagt Ruslands anklagemyndighed.
Poklonskaja er efterlyst i Ukraine for forbrydelser mod staten.
Da hun blev udnævnt som rigsanklager i Republikken Krim afholdt hun et pressemøde, der blev sendt verden over. Videoklip af pressemødet blev lagt på Youtube. Disse klip gjorde hende til et internetfænomen, hvilket gav anledning til en række anime-inspirerede tegninger.